# Jametz
 Jametz  es una población y comuna francesa, en la región de Lorena, departamento de Mosa, en el Distrito de Verdún y cantón de Montmédy.
principalmente
Quienes viven en esta pequeña comuna situada al noreste de Francia, cercana a la frontera con Bélgica, se dedican principalmente a la crianza de ganado, fabricación de quesos, la artesanía de madera y talabartera desde el siglo XV. Antiguamente, muchos de sus habitantes con el ánimo de hacer reconocible el pueblo y productos, optaron por llevar como apellido el nombre de esta pequeña localidad (algunos con variaciones como Jamet o Jamett), que orgullosamente aun mantiene vivas sus costumbres y tradiciones locales.

## Historia
La ciudad fue parte del Principado de Sedán. Feudo hugonote, fue tomada por la Liga Católica, tras un largo asedio que duró del 19 de enero de 1588 al 29 de julio de 1589. Las tropas reales francesas ocuparían la villa en 1595, entregándola en 1641 a Lorena. En 1661 el duque Carlos IV, la cede a Francia, la incluye en la provincia de los Tres Obispados. Debido a que la frontera norte con España se había alejado, en 1673 Luis XIV ordenó la destrucción de su castillo.

## Demografía
| 345 | 277 | 300 | 298 | 241 | 243 |
| Para los censos de 1962 a 1999 la población legal corresponde a la población sin duplicidades (Fuente: INSEE [Consultar]) |     |     |     |     |     |